# Verbalsubstantiv
Ein Verbalsubstantiv ist im weitesten Sinn jedes Substantiv, das aus einem Verb gebildet wurde (deverbales Substantiv).
Der überwiegend etablierte Gebrauch des Terminus Verbalsubstantiv in sprachwissenschaftlicher Fachliteratur ist jedoch der einer Substantivierung mit direktem Ereignisbezug (das Lesen, die Lesung). Daneben gibt es auch Substantivierungen, die nicht das Ereignis, sondern Personen oder Gegenstände bezeichnen, die mit dem Ereignis verbunden sind (der Leser u. a.). Diese sind also häufig nicht gemeint, wenn von Verbalsubstantiven die Rede ist.
Da Substantiv je nach Tradition als Synonym oder als Unterkategorie von Nomen behandelt werden kann, werden Verbalsubstantive bisweilen auch als Verbalnomen bezeichnet, wobei aber diese letztere Bezeichnung in manchen Quellen auch mit Spezialbedeutungen versehen sein kann. Die hieraus entstehenden terminologischen Schwierigkeiten zwingen dazu, bei jeder Verwendung der Bezeichnungen ihre Einordnung in bestimmte fachliche Traditionen oder Einzelphilologien im Blick zu behalten.

## Überblick zur Terminologie

### Bedeutungsvarianten
Die Definitionen, die in der Praxis für den Begriff „Verbalsubstantiv“ in der Literatur gegeben werden, erscheinen nicht einheitlich. Da aber in einer bestimmten Sprache jeweils nur ein bestimmtes Spektrum an Bildungsweisen und Bedeutungen häufig vorkommt, lässt sich aus einzelsprachlichen Grammatiken oft keine Allgemeindefinition des Begriffs zuverlässig entnehmen.
Grob lässt sich eine enge Bedeutung von einer weiter gefassten unterscheiden, die nachfolgend in eigenen Abschnitten genauer dargestellt werden.
In der engen Bedeutung ist ein Verbalsubstantiv ein deverbales Substantiv, das, ähnlich wie das Verb selbst, ein Ereignis bezeichnen kann (Ereignisnominalisierung, Nomen actionis).
Demgegenüber umfasst der weitere Begriff alle Arten von deverbalen Substantiven. Bildungen wie Schreiber (aus dem Verb schreiben), die nicht das Schreib-Ereignis selbst, sondern den Handelnden bezeichnen (Agensnominalisierung, Nomen actoris) und andere, werden in dieses engere Verständnis des Begriffes nicht einbezogen.
Man beachte, dass manche äußerlich völlig identische Bildungen mehrdeutig sein können: Lieferung (zum Verb liefern) kann das Ereignis bezeichnen („Die Lieferung ins Ausland dauert länger“) oder es kann einen Gegenstand bezeichnen, der geliefert wird („Die Lieferung war beschädigt“).

### Bezeichnungsvarianten: „Verbalsubstantiv“ und „Verbalnomen“
Ebenso wie in vielen Schulrichtungen der deutschen Grammatik Substantiv und Nomen als bedeutungsgleich gesetzt werden, findet sich dasselbe für die darauf aufbauenden Begriffe Verbalsubstantiv und Verbalnomen – auch wenn in der Beschreibung anderer Sprachen die Bezeichnung „Verbalnomen“ mit Spezialbedeutungen verbunden sein mag, siehe hierfür den Spezialartikel Verbalnomen. Das heißt, dass im Prinzip alle der folgenden Bildungs- und Bedeutungstypen von „Verbalsubstantiven“ in dem ein oder anderen deutschsprachigen Text auch unter der Bezeichnung Verbalnomen auftreten können.
Diese Variation wird im vorliegenden Artikel im Folgenden nicht weiter berücksichtigt.

## Nominalisierungen des Ereignisses: Verbalsubstantive mit Ausrichtung auf den Situationskern
Viele Quellen definieren den Begriff Verbalsubstantiv als eingeschränkt auf ein „deverbales Substantiv, welches ein Geschehen oder einen Zustand bezeichnet,“ also als Substantiv, dessen Bedeutung mit der des zugrundeliegenden Verbs besonders nah verwandt ist (also ein „verbales Substantiv“ in Hinblick auf eine quasi „verbale“ Bedeutung) ohne jede semantische Bezugnahme auf die obligatorischen oder fakultativen Aktanten der Handlung.
Je nach Semantik des Resultats der Substantivierung werden die Verbalsubstantive unterschiedlich benannt:
- Verbalabstraktum: Ein Verbalsubstantiv, das ein Abstraktum ist[6][7], z. B. die Hoffnung.
- Gerundium Das Verbalnomen in einem obliquen Kasus (d. h. nicht im Nominativ), z. B. lat. ars legendī (Genitiv) „die Kunst des Lesens“, docendō (Ablativ) discimus „durch (das) Lehren lernen wir“
- Nomen actionis: Ein Verbalsubstantiv, das das gemeinte Geschehen (Handlungen, Vorgänge) als Ding bezeichnet, also den Situationskern und keinen seiner Aktanten hervorhebt, z. B. das Regnen, der Ruf, der Schrei, das Wachstum[8], die Zerstörung[9].
  - Nomen actionis pejorativum: Ein Verbalsubstantiv, das das gemeinte Geschehen abwertend darstellt, z. B. das Gerede, die Singerei, die Liebelei.
- Nomen acti/resultatis: Ein Verbalsubstantiv, das das Ergebnis einer dynamischen Situation (Handlung) bezeichnet, entweder als Zustand oder als Gegenstand, z. B. der Bruch, die Schmiererei[10], die Zerstörung, die Beschreibung, die Wirkung, die Klassifikation[11]
- Nomen qualitatis: Ein Verbalsubstantiv, das eine Eigenschaft in Folge einer Handlung (oder sonstigen verbalen Bedeutungsinhalts) bezeichnet, etwa lat. valetudo „die Gesundheit“ vom Verb valēre „gesund sein“. (Das Lateinische Adjektiv valēns „gesund“ ist vom Verb abgeleitet).
- Nomen vicis: Ergebnis oder Instrument der einmaligen Ausführung einer Handlung, z. B. der Rülpser, ar. قرعة qarʕat „(einmaliges) Klopfen“, سَدَّةٌ saddat „Stöpsel“

Besondere Fälle sind:
- Substantivierter Infinitiv, z. B. das Aufatmen, das Müdesein, das ständige Sich-über-andere-Auslassen. Hier können auch größere Konstruktionen im Ganzen substantiviert werden.
- Verbalnomen (im Sinne von verbal noun oder masdar): Ein Verbalsubstantiv, das typischerweise eine Rolle ähnlich einem nicht-finiten Verb spielt und in periphrastischen Formen vorkommt, also beispielsweise zum Ausdruck von aspektuellen Kategorien (siehe auch unter Verlaufsform). Für Einzelheiten dieser Bildungen s. den Hauptartikel Verbalnomen.

## Nominalisierung der Aktanten: Verbalsubstantive mit Ausrichtung auf die Positionen der verbalen Stelligkeit
Deverbale Substantive können danach klassifiziert werden, inwieweit deren Bedeutung auf die obligatorischen oder fakultativen Aktanten der verbalen Valenzstellen ausgerichtet ist. Diese lexikalischen Verbalsubstantive werden eher selten als Verbalsubstantive, noch seltener als Verbalnomina bezeichnet.
- Nomen agentis: Ein Verbalsubstantiv, das das Subjekt, bzw. den Aktor der Handlung bezeichnet, z. B. der Zauberer, der Zerstörer, der Pflanzer[17], die Leitung (des Unternehmens).
- Nomen patientis: Ein Verbalsubstantiv, das das direkte oder indirekte Objekt bzw. den Undergoer oder Benefizienten einer Handlung bezeichnet, z. B. der Beschlag, die Pflanzung[18], der Beschenkte, der Nutznießer
- Nomen loci: Ein Verbalsubstantiv, das den Ort bezeichnet, an dem die Handlung stattfindet, z. B. der Sitz.
- Nomen instrumenti: Ein Verbalsubstantiv, das das Instrument bezeichnet, mit dem die Handlung ausgeführt wird, z. B. der Rührer, die Liege, der Wecker, der Büchsenöffner[19], die (Wasser)Leitung.

(Diese terminologische Liste ist weder vollständig, noch herrscht Einigkeit über die Benennung unterschiedlicher Formen. Auch kann ein Wort gleichzeitig zu mehreren vorgeschlagenen Klassen gerechnet werden. Je nach Fachtradition, Theorierichtung oder Sprachfamilie werden unterschiedliche Kataloge verwendet.)